# 国道3号 (フィンランド)

高速道路の道路番号

国道3号（フィンランド語: Valtatie 3; スウェーデン語: Riksväg 3）は、フィンランドのヘルシンキとヴァーサの間をタンペレ経由で結ぶ高速道路。道路は 424 km (263 mi) の長さで、ヨーロッパルートE12の一部。180 km (110 mi) の高速道路は、ヘルシンキとタンペレを結ぶ高速道路。タンペレの北側の道路は、主に2車線の道路であり、2 + 1の道路を共有している。

## ルート
ヘルシンキ – ヴァンター – ヌルミヤルヴィ – ヒュヴィンカー – リーヒマキ – ヤナッカラ – ハメーンリンナ – ハットゥラ – ヴァルケアコスキ – アカー – ヴァルケアコスキ (再び) – レンパーラ – タンペレ – ピルッカラ – ノキア – タンペレ (再び) – ユロヤルヴィ – ハメーンキュロ – イカーリネン – パルカノ – クリッカ – イルマヨキ – イソキュロ – ライヒア – コルスホルム – ヴァーサ